# Calum MacRae
Pas d'image ? Cliquez ici

a Compétitions nationales et continentales officielles uniquement.

b Matchs officiels uniquement.
Dernière mise à jour le 29 octobre 2021.
Calum MacRae, né le 26 janvier 1980 à Édimbourg, est un ancien joueur écossais de rugby à XV et à sept, devenu sélectionneur de l'Équipe d'Écosse de rugby à sept. Il est désormais entraineur au Benetton Trévise.

## Biographie
Il a joué avec les Border Reivers en coupe d'Europe et en Celtic League.
En 2006-2007 il dispute la coupe d'Europe et la Celtic League avec les Border Reivers.
Il a connu sa première cape avec l'Écosse A le 7 juin 2006 à l’occasion d’un match contre l'équipe du Canada.
En 2014, il devient sélectionneur de l'Équipe d'Écosse de rugby à sept. En 2017, il quitte ce poste pour devenir entraîneur de la défense d'Édimbourg.
À partir du 1er juillet 2025, il devient entraineur en chef du Benetton, en remplacement de Marco Bortolami.